# Мътница (приток на Места)
Вижте пояснителната страница за други значения на Мътница.
Мътница, известна още като Буланък е река в Южна България, област Благоевград, община Хаджидимово, десен приток на река Места. Дължината ѝ е 31 km.
Река Мътница извира на 1685 метра надморска височина на 1 km североизточно от връх Моторок (1971 m) в Южен Пирин. В най-горното си течение протича в югоизточна посока в сравнително дълбока и добре залесена долина, а след това до устието си долината ѝ е обезлесена и еродирала. В района на село Лъки пресича широка мраморна ивица, при преминаването на която губи част от водите си. След устието на най-големия си приток Буровица (десен) завива на изток, а след село Илинден — на североизток. Влива се отдясно в река Места на 457 m, на 2,6 km югоизточно от град Хаджидимово.
Площта на водосборния басейн на реката е 176 km2, което представлява 5,11% от водосборния басейн на река Места. Основните ѝ притоци са само десни: Селската река, Буровица (най-голям приток), Орешки дол, Дълбокия дол, Дервенска река.
Река Мътеница има силно променлив режим и влачи голямо количество наноси, от където идва и името ѝ. През лятото и есента в средното и долното течение пресъхва.
По течението на реката в Община Хаджидимово са разположени 2 села: Илинден и Петрелик.
Малка част от водите на реката в долното ѝ течение се използват за напояване.